# Elías
Elías (del hebreo אליהו Ēliyahū ‘Ēl es Yavé’) fue, según la Biblia, un profeta hebreo que vivió en el siglo IX a. C. Elías era oriundo de Tisbé, en la región de Galaad y al oriente del río Jordán. Su vida se describe en los relatos hebreos del primer libro de los Reyes (capítulos 17 al 21) y segundo libro de los Reyes (capítulos 1 al 2).
En el décimo octavo capítulo del primer libro de los Reyes, Elías defendió el culto hebreo a Yavé frente al de la deidad cananea Baal. Dios también realizó muchos milagros por medio de Elías, incluyendo la resurrección, bajando fuego del cielo, y entrando vivo en el Cielo. También se le representa dirigiendo una escuela de profetas conocida como «los hijos de los profetas». Tras su ascensión, Eliseo, su discípulo y ayudante más devoto, asumió su papel como líder de esta escuela. El Libro de Malaquías profetiza el regreso de Elías «antes de la llegada del día grande y terrible del Señor», convirtiéndolo en un precursor del Mesías y de la escatología en varias creencias que veneran la Biblia hebrea. Aparecen referencias a Elías en el Eclesiástico, el Nuevo Testamento, la Mishná y el Talmud, el Corán, el Libro de Mormón y los escritos del bahaísmo.
En el judaísmo, el nombre de Elías se invoca en el rito semanal Havdalá que marca el final del sabbat, y Elías es invocado en otras costumbres judías, entre ellas el Séder de Pésaj y el Brit Milá (circuncisión ritual). Aparece en numerosos relatos y referencias en la Hagadá y en la literatura rabínica, incluido el Talmud de Babilonia. Según algunas interpretaciones judías, Elías regresará durante el Fin de los Tiempos.
El Nuevo Testamento cristiano señala que algunas personas pensaban que Jesús era, en cierto sentido, Elías, pero también deja claro que Juan el Bautista es «el Elías» que se prometió que vendría en Malaquías 3:1; y 4:5. Según los relatos de los tres Evangelios Sinópticos, Elías apareció con Moisés durante la Transfiguración de Jesús.
Elías en el islam aparece en el Corán como profeta y mensajero de Dios, donde se relata de forma concisa su narración bíblica de predicación contra los adoradores de Baal. 
Debido a su importancia para musulmanes, católicos y cristianos ortodoxos, Elías es venerado como santo patrón de Bosnia y Herzegovina desde 1752.

## Relatos bíblicos

Mapa de Israel tal y como era en el Azul es el Reino de Israel. Amarillo dorado es el Reino de Judá.

Según la Biblia, en el siglo IX a. C., el Reino de Israel, una vez unido bajo Salomón, se había dividido en el Reino de Israel septentrional y el Reino de Judá meridional (que conservó la capital histórica de Jerusalén junto con su Templo). Omri, rey de Israel, continuó con políticas que databan del reinado de Jeroboam, contrarias a la ley religiosa, que pretendían reorientar el foco religioso lejos de Jerusalén fomentando la construcción de altares locales en los templos para los sacrificios, nombrando sacerdotes ajenos a la familia de los levitas, y permitiendo o fomentando templos dedicados a Baal, una deidad importante en la  antigua religión cananea.  Omri logró la seguridad interna con una alianza matrimonial entre su hijo Ahab y la princesa Jezabel, adoradora de Baal e hija del rey de Sidón en Fenicia.  Estas soluciones trajeron seguridad y prosperidad económica a Israel durante un tiempo, pero no trajeron la paz con los profetas israelitas, que abogaban por una estricta interpretación deuteronómica de la ley religiosa.

### Libros de los Reyes
No se dan antecedentes de la persona de Elías, salvo su breve caracterización como tisbita. Su nombre en hebreo significa "Mi Dios es Yahvé", y puede ser un título aplicado a él debido a su desafío a la adoración de Baal. 
Como se cuenta en la Biblia hebrea, el desafío de Elías es audaz y directo. Baal era el dios cananeo responsable de la lluvia, el trueno, el relámpago y el rocío.
Así pues, Elías, cuando anuncia inicialmente la sequía, no sólo desafía a Baal en nombre del propio Dios, sino que también desafía a Jezabel, a sus sacerdotes, a Acab y al pueblo de Israel.

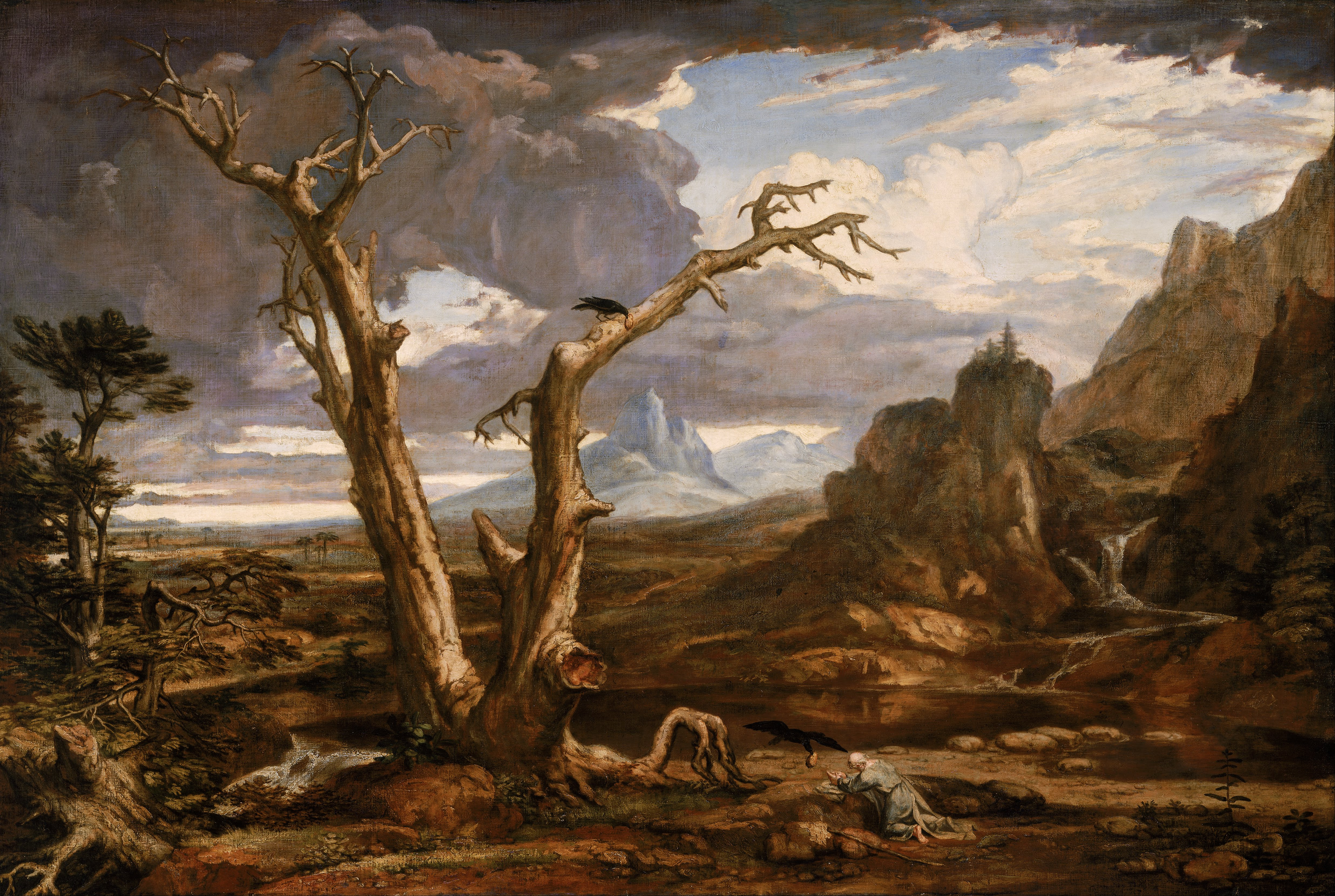
Elías en el desierto, por Washington Allston

## Biografía
El ministerio profético de Elías comienza en la época del reinado de Acab (hijo de Omrí), quien gobernó el Reino de Israel entre 874 a. C. y 853 a. C.
Los autores de los Libros de Reyes citan como fuente de sus relatos otro libro hoy perdido, más conocido como "el libro de las crónicas de los Reyes de Israel" (1 Reyes 22:39). Posiblemente de tal fuente u otra referida al profeta surge la narración sobre el enfrentamiento entre Elías y el rey Acab, "quien hizo el mal a los ojos de Yahveh, más que todos los que le habían precedido" y "tomó por mujer a una cananea, Jezabel, hija de Itobaal, rey de Sidón y se fue tras Baal y Asera, le sirvió y se prosternó ante él".
Se narra que el rey Acab instauró una nueva religión importada por su esposa Jezabel, lo que provocó la ejecución de la mayoría de los profetas locales de la religión tradicional. Yahweh, enfurecido, envía a la región una sequía y por ende, una hambruna.

## Primera misión
Elías aparece sorpresivamente en el relato anunciando al rey Acab una sequía provocada por Yahveh. Luego se esconde en un oasis cercano al Jordán, donde es alimentado por cuervos. Después, por mandato de Yahveh, va a Sarepta, un poblado cercano, a la casa de una viuda, en donde el profeta multiplica la comida. Él también resucita a su hijo. Elías se enfrenta a Jezabel, que anteriormente había mandado que mataran a los profetas de Yahveh.
Según las escrituras hebreas en (1 Reyes, 18, 20-40) Elías desafió a los sacerdotes de Baal a un reto que consistía en invocar cada uno a sus respectivos dioses para que prendiesen la leña donde se había sacrificado un buey. El dios que lograra prender el fuego sería el verdadero. Baal no logró encender el sacrificio de sus seguidores, en tanto que el Dios Yahveh envió fuego del cielo que quemó el altar de Elías hasta convertirlo en cenizas, aún a pesar de que este había sido mojado en abundante agua. Acto seguido, la audiencia siguió las instrucciones de Elías de asesinar a los 450 seguidores de Baal. Yahveh, entonces decide enviar la lluvia después de la fuerte sequía.

## Segunda misión
La enemistad de Acab y Jezabel con Elías no se limitaba a la cultura, sino que se proyectaba en el despojo de sus súbditos. En el episodio de la viña de Nabot (1Reyes 21) se representa la repetida historia de la expropiación de tierras a los campesinos por los gobernantes y grandes propietarios. Otros profetas se refieren a estas situaciones: Isaías; Miqueas 2:2. Elías expresa un castigo divino que envía la muerte a Jezabel y su descendencia con Ajab. Derrotado y muerto este en combate con las tropas del rey de Aram, a pesar de los buenos augurios de los profetas a favor de Jezabel, su hijo Ocozías, con los mismos ideales de sus padres según el relato bíblico, tuvo un reino muy corto y una muerte prematura sin descendencia. 
Según 2 Reyes 2:1-13 tras la muerte de Ocozías, (852 a. C.) Yahveh traspasa el oficio de profeta a Eliseo, y en un carro de fuego con caballos de fuego apartó a los dos; y Elías subió al cielo en un torbellino. Mientras es arrebatado, Eliseo recoge su manto caído en el suelo (2 Reyes 2:11).

## Características
Elías era humano sujeto a pasiones similares a las nuestras (Santiago 5:17): tras su victoria, huye por temor a la venganza de Jezabel y afligido se adentra en el desierto. Un ángel enviado por Yahveh le da de comer y beber, y sintiéndose reconfortado, anduvo hasta el monte Horeb, donde se esconde en una cueva.
En medio de una depresión, el profeta Elías ora a Yahveh. Yahveh se manifiesta y le apoya presentándose como  una voz apacible y suave en una suave brisa tras vientos, temblores y un fuego y le da nuevas misiones, y acaba señalando a Eliseo como su sucesor.

## En las tradiciones judeocristianas
Elías, en la tradición judía, es esperado en los hogares israelitas durante todas las festividades de Pascua y se le reserva un asiento en la mesa. El Libro de Malaquías prevé que Elías regresará el Día del Juicio, predicción que le da el estatus de símbolo del Mesías, lo que le confiere especial importancia en la creencia judía.
En el cristianismo, Juan el Bautista "vino con el espíritu de Elías" preparando el camino a Jesús. (Mateo 11:7-15 Malaquias 4:5). De hecho, para reforzar esta misión, el propio Juan vestía como Elías: 2Reyes 1:8, 2Reyes 2:1-13. Los Evangelios sinópticos, en el pasaje de la Transfiguración, por medio de una visión a los Apóstoles, muestran a Elías y a Moisés hablando con Jesús (Marcos 9:4). El apócrifo Apocalipsis de Elías lo muestra al lado de Henoc combatiendo contra el hijo de la iniquidad que los mata, luego de lo cual ellos resucitan, en forma similar a lo que ocurre con los dos testigos de Apocalipsis 11 en su enfrentamiento con la bestia. Sin embargo, la religión cristiana interpreta la venida de Elías en "el fin del mundo", justo antes de la "Segunda Venida" de Cristo. 
El título o nombre Elías en las escrituras también se emplea de diversas maneras, por ejemplo: 
Elías el Profeta (el cual se describe más arriba)
Precursor: En este caso Elías es un título que se da a aquel que es un precursor, como por ejemplo Juan el Bautista, quien fue enviado a preparar el camino para Jesús.
Restaurador: También se aplica a personas por motivos de las misiones particulares que habrían de cumplir, como por ejemplo a Juan el Revelador.

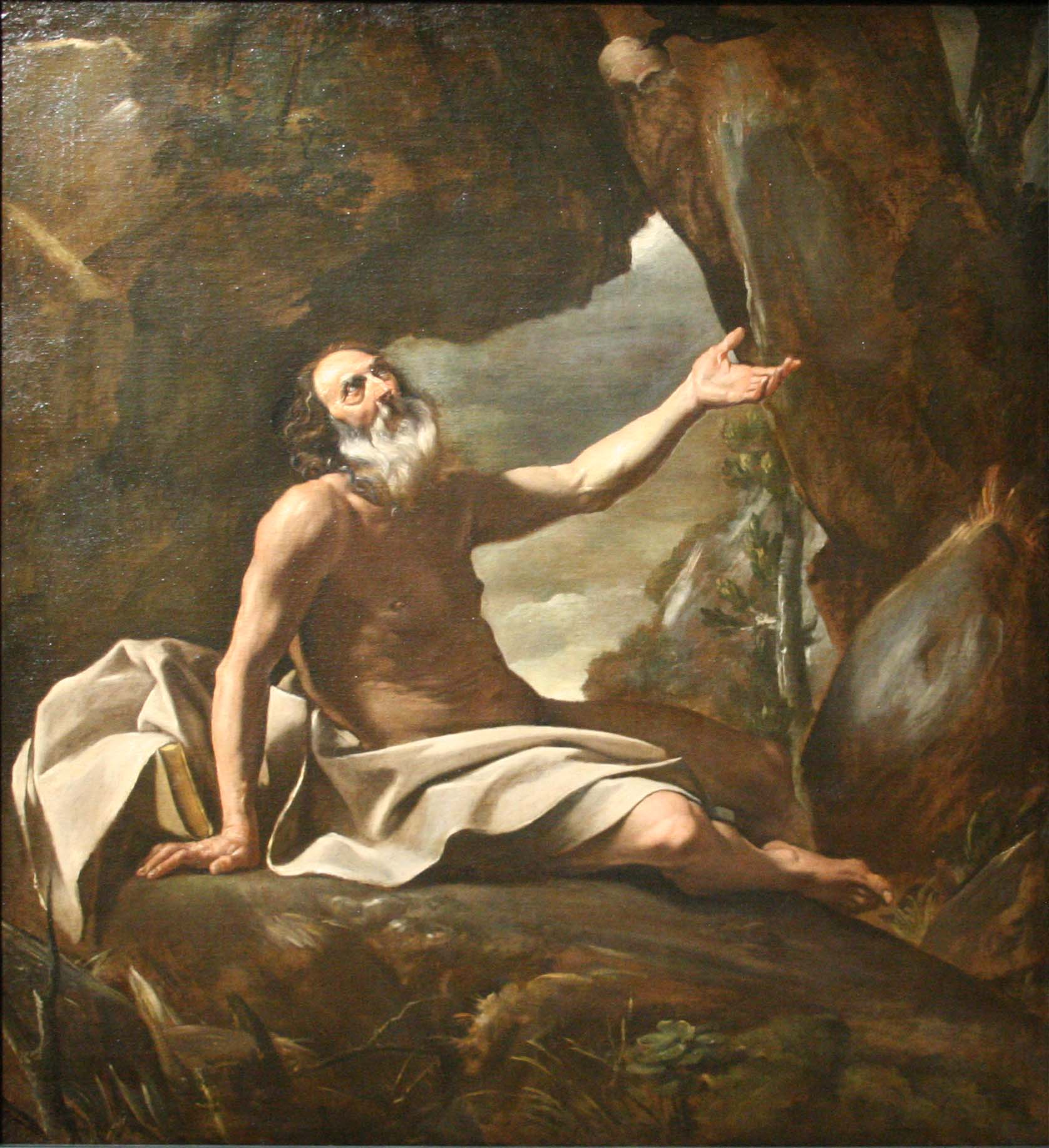
Elías alimentado por el cuervo. Óleo por Giovanni Lafranco, c. 1625. Museo de Bellas Artes, Marsella
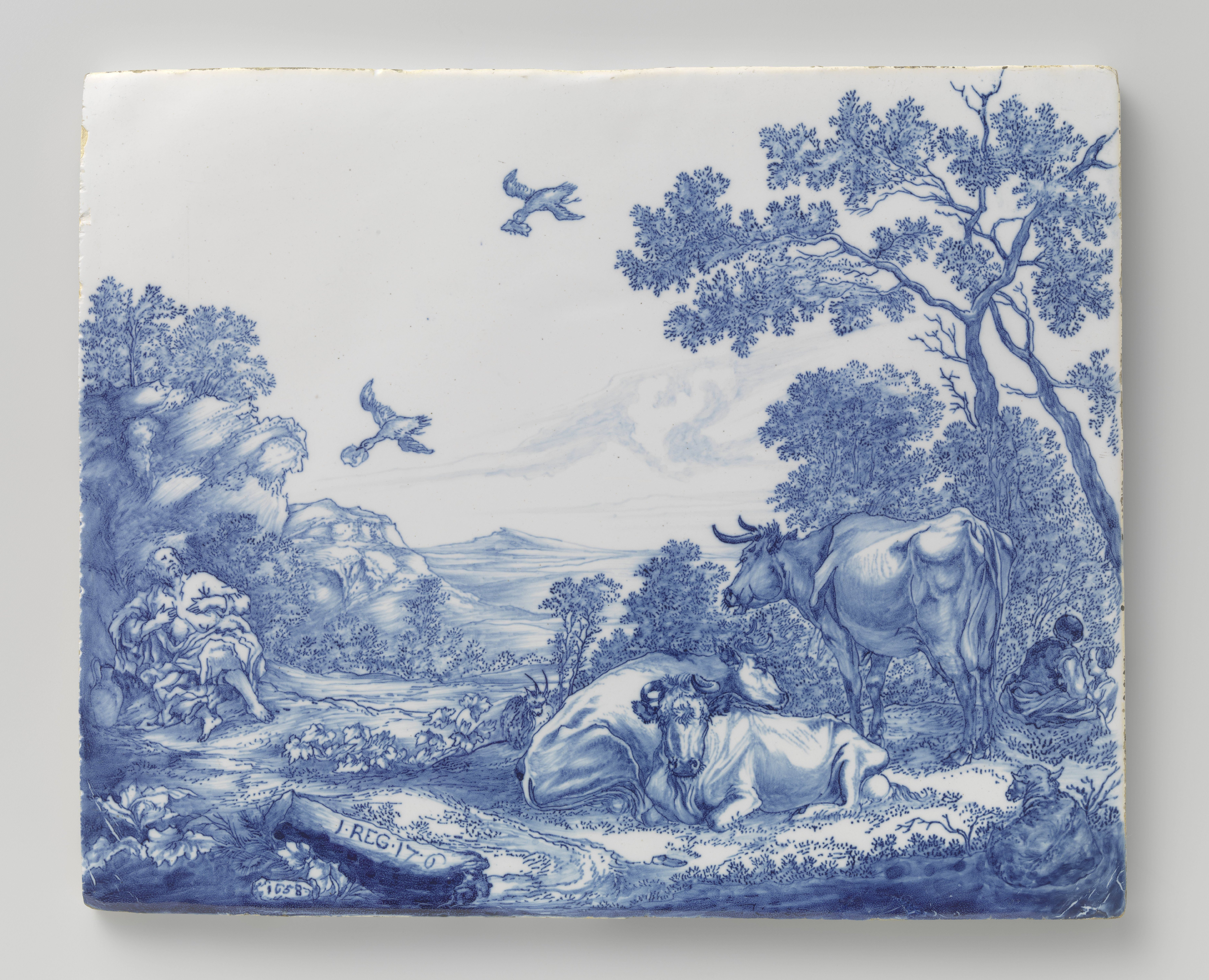
El profeta Elías alimentado por los cuervos. Porcelana de Delft, siglo XVII. Rijksmuseum, Ámsterdam
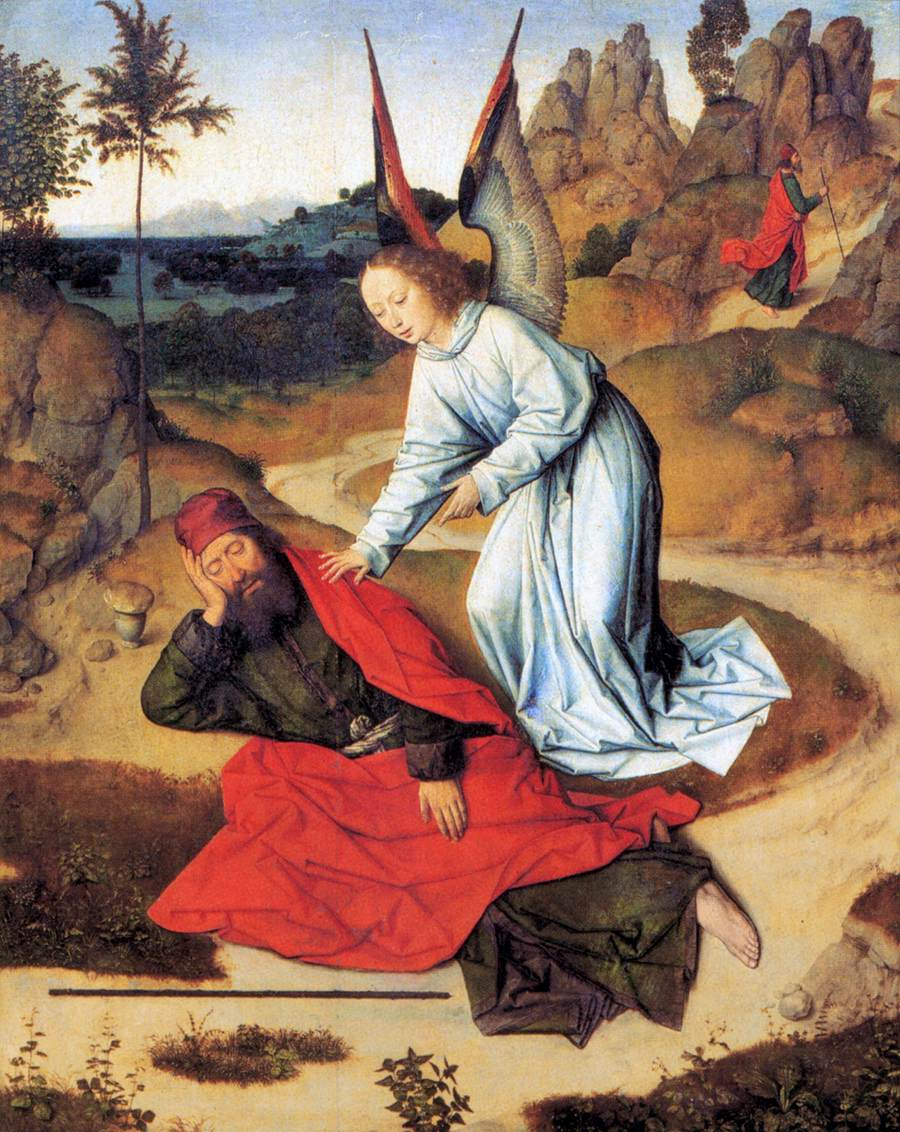
Elías en el desierto. Óleo de Dieric Bouts, c. 1465. Iglesia de San pedro, Lovaina
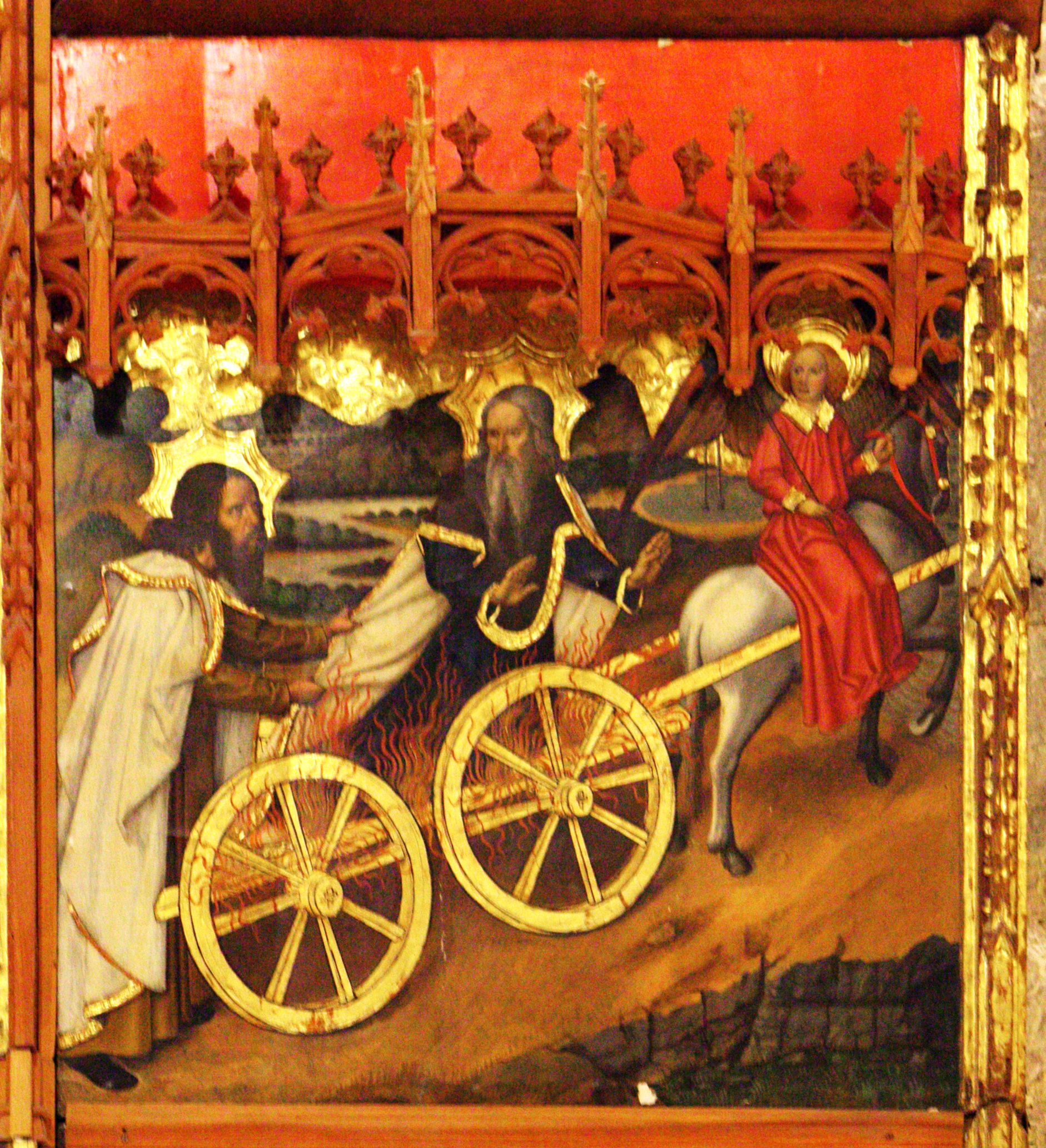
Ascensión de Elías. Pintura de Jaume Huguet, c. 1470. Catedral de Tortosa
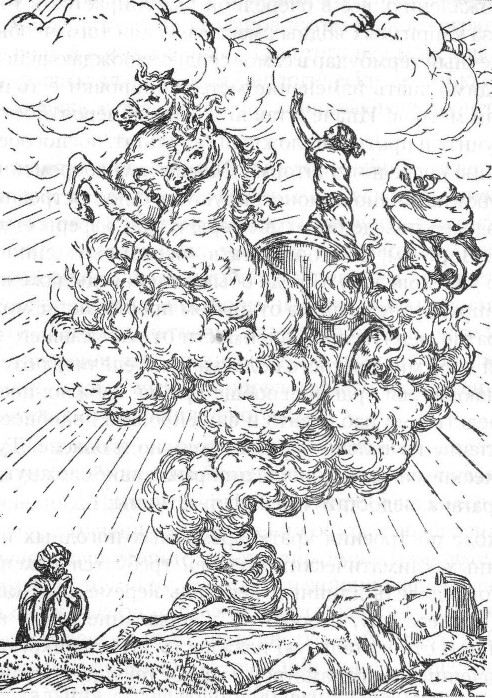
El profeta Elías en el torbellino. Grabado decimonónico inspirado por 2 Reyes 2:11
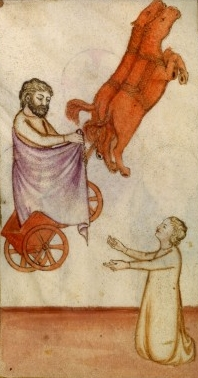
Ascensión de Elías, con Eliseo como observador. Speculum Humanae Salvationis, siglo XIV. Bibliothèque nationale de France, Arsenal 593, folio 27v.
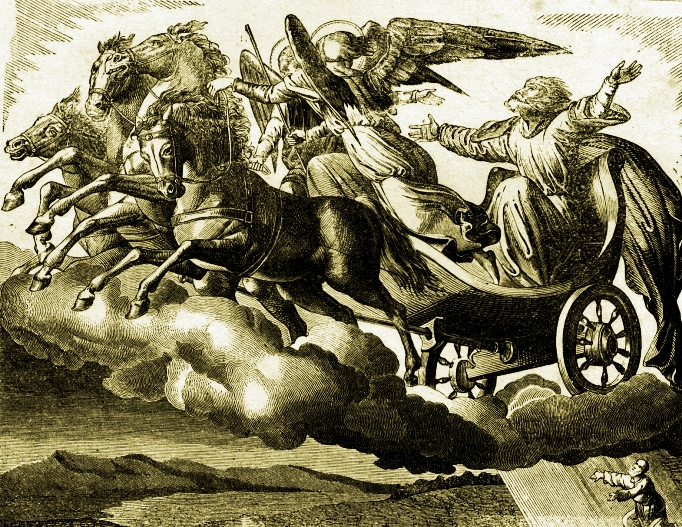
Ascensión del Profeta Elías. Grabado por Carl Poellath, 1888
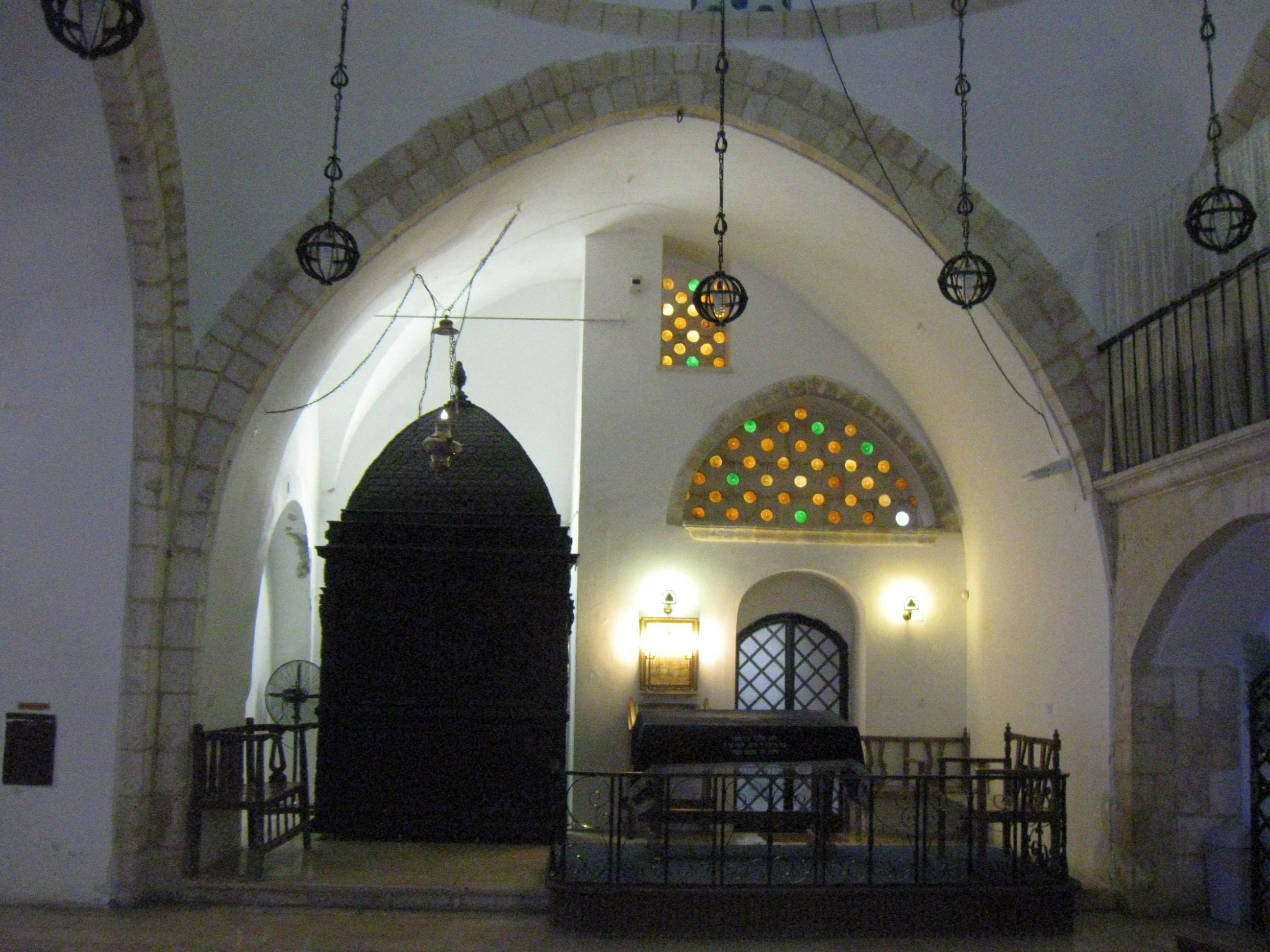
Sinagoga Eliahu Ha-Nabí (Sinagoga Profeta Elías), Jerusalén, Israel
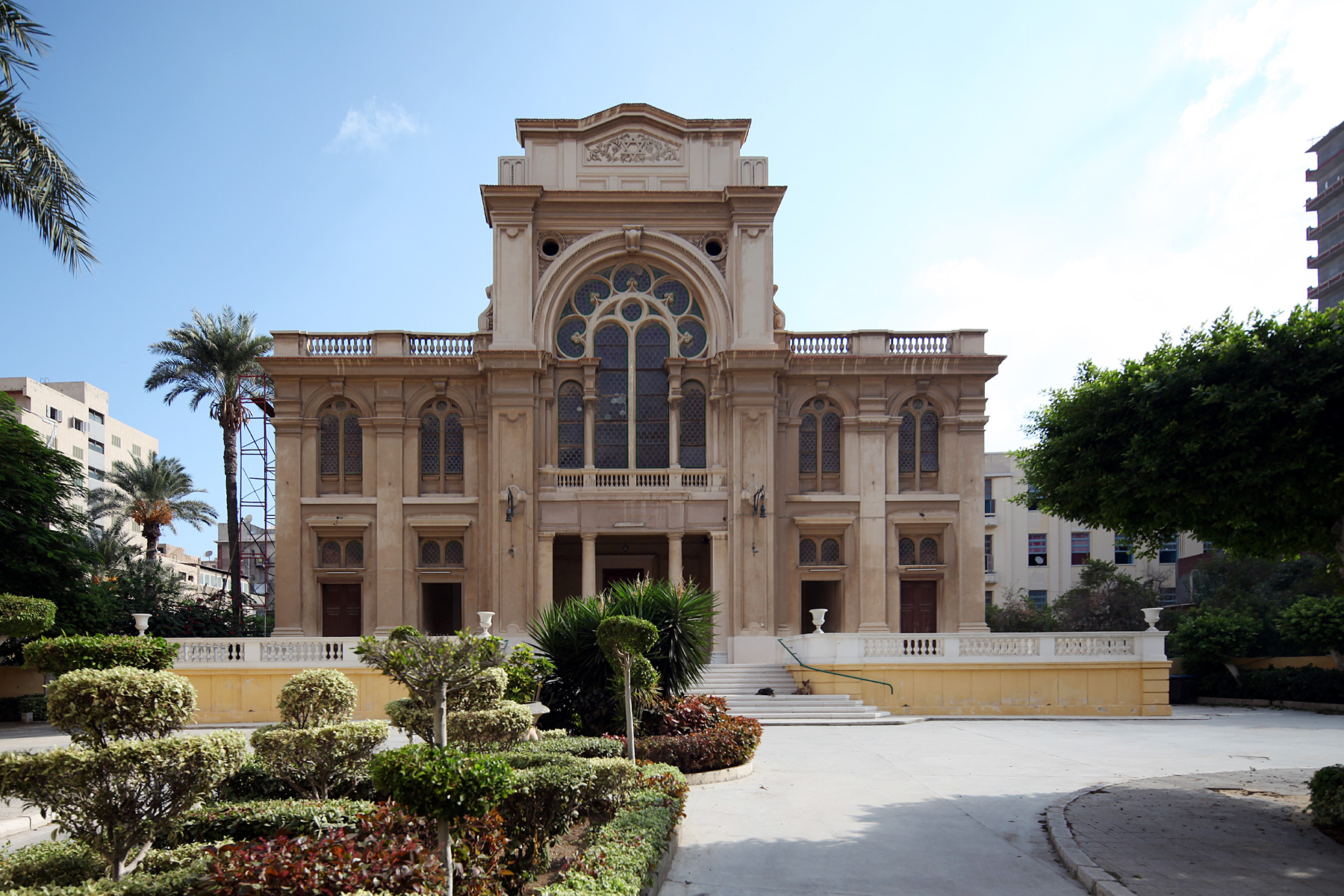
Sinagoga Eliahu Ha-Nabí, Alejandría, Egipto, 1850.
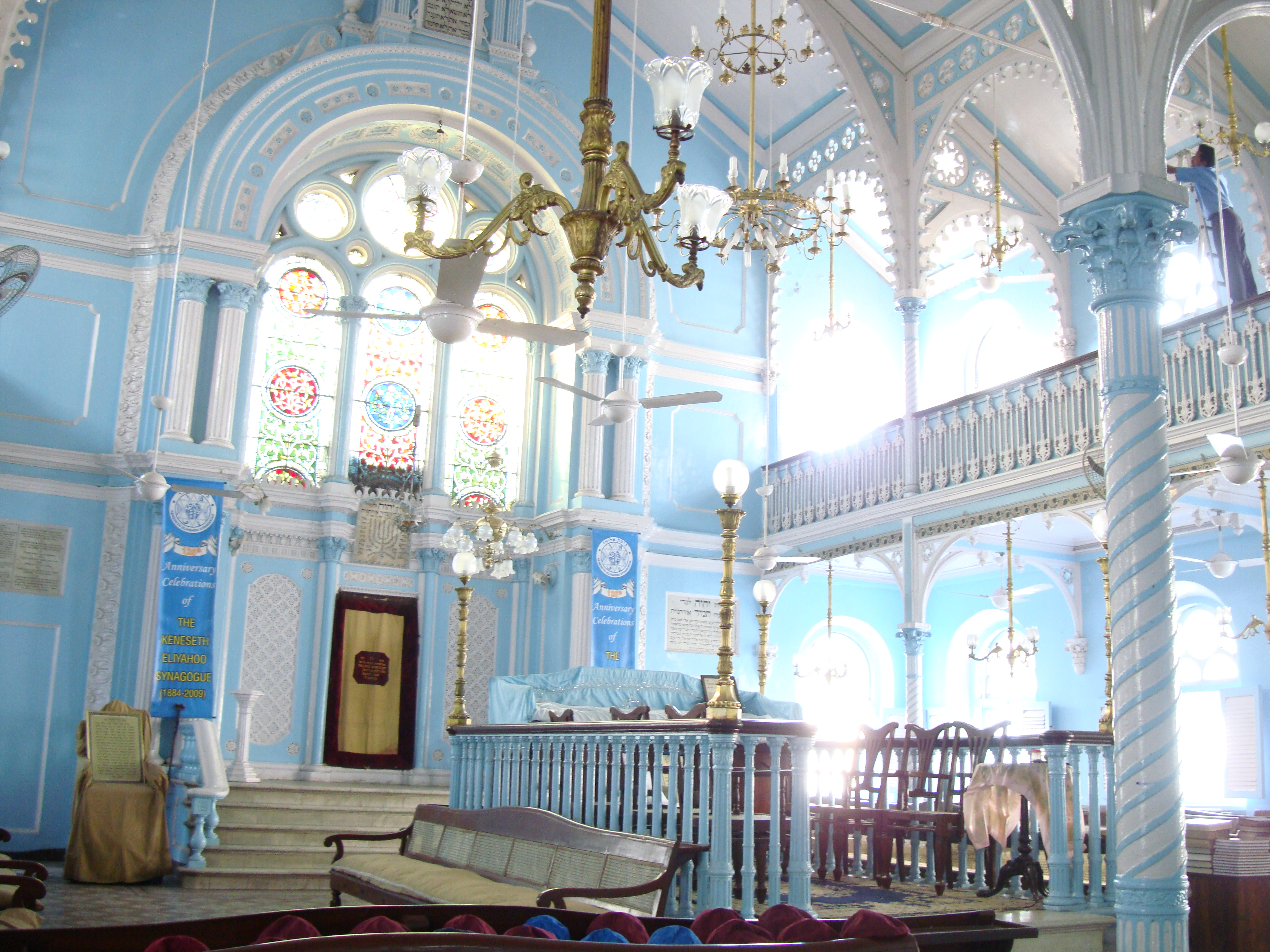
Beit Ha-Knéset Eliahu (Sinagoga Elías), Bombay, India, 1884; interior
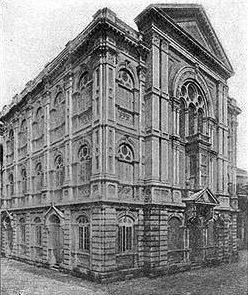
Idem., exterior
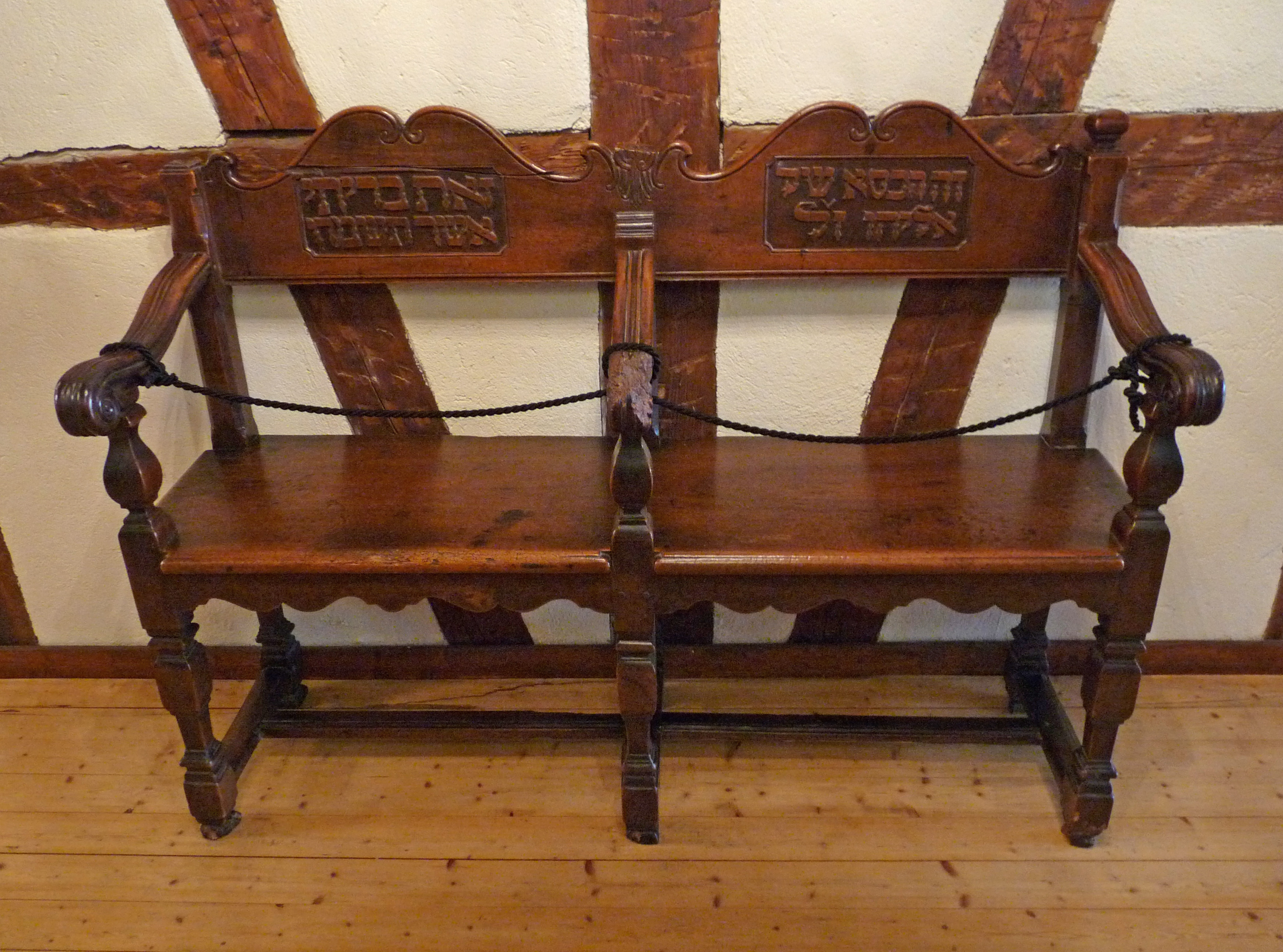
Banco de circuncisión, empleado por el padrino y con sitio reservado para el profeta Elías. Museo Alsaciano, Estrasburgo
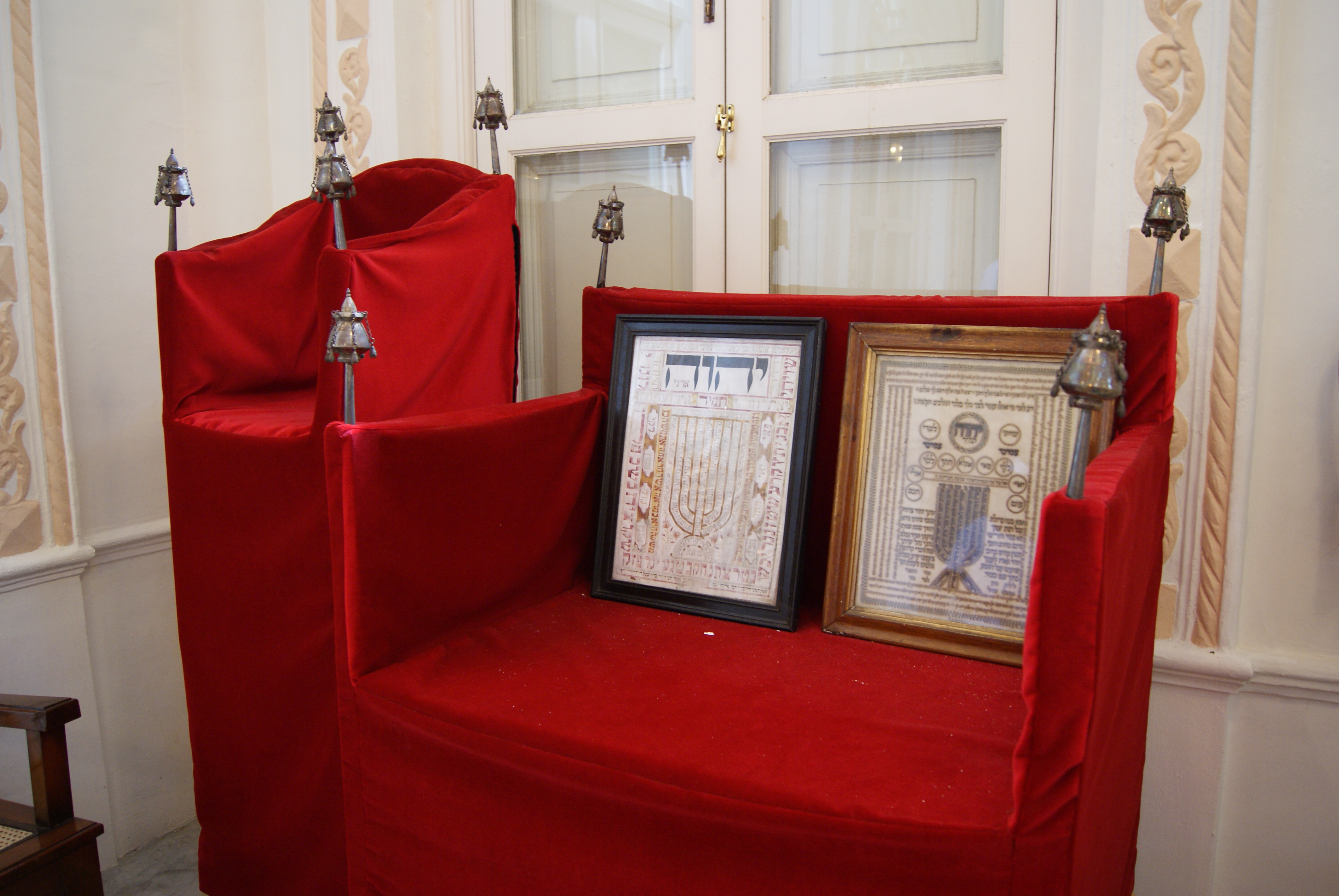
Sillón de Elías, Sinagoga Jésed-El, Singapur
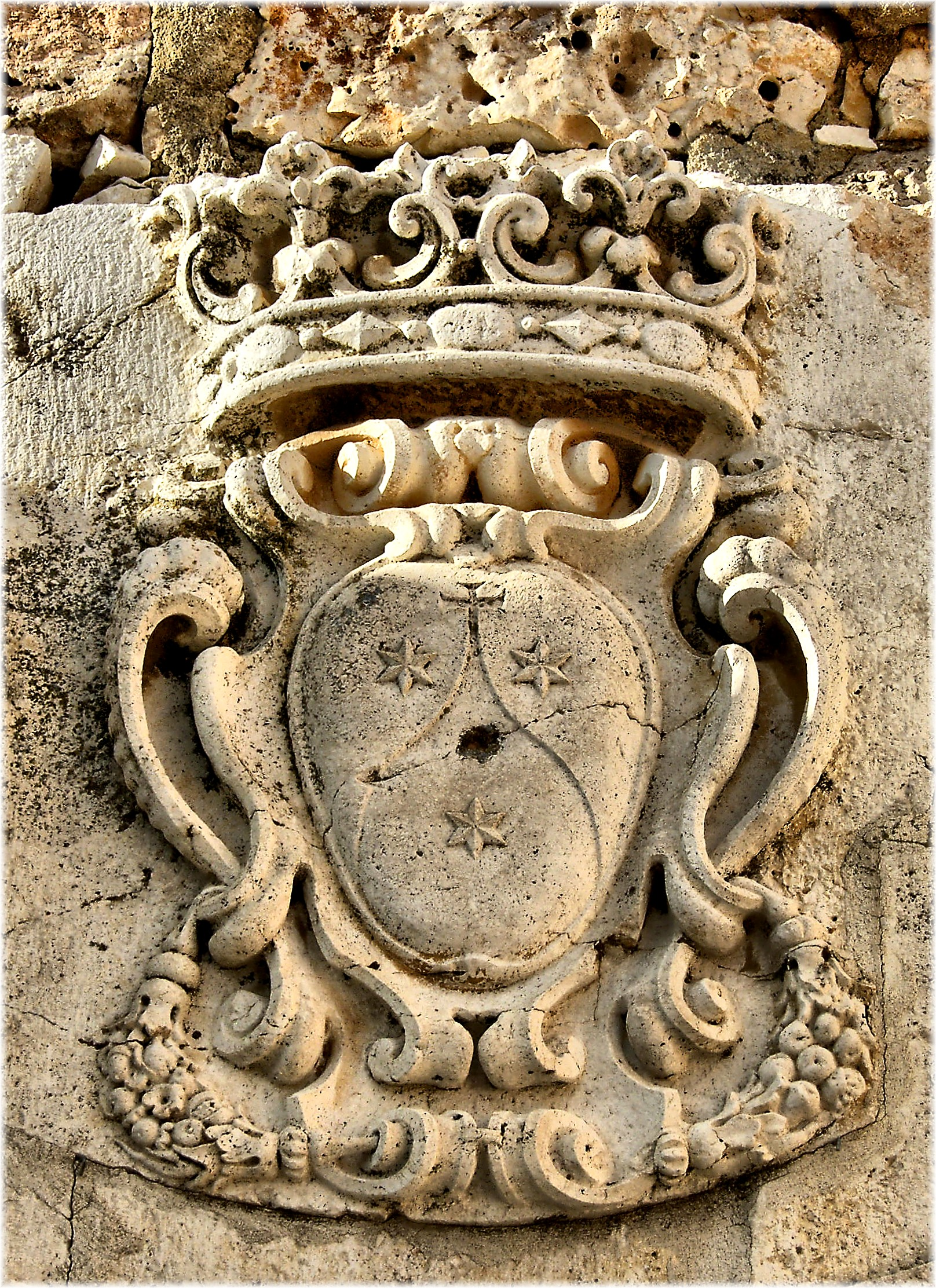
Elías es considerado líder espiritual de la Orden de las Carmelitas.
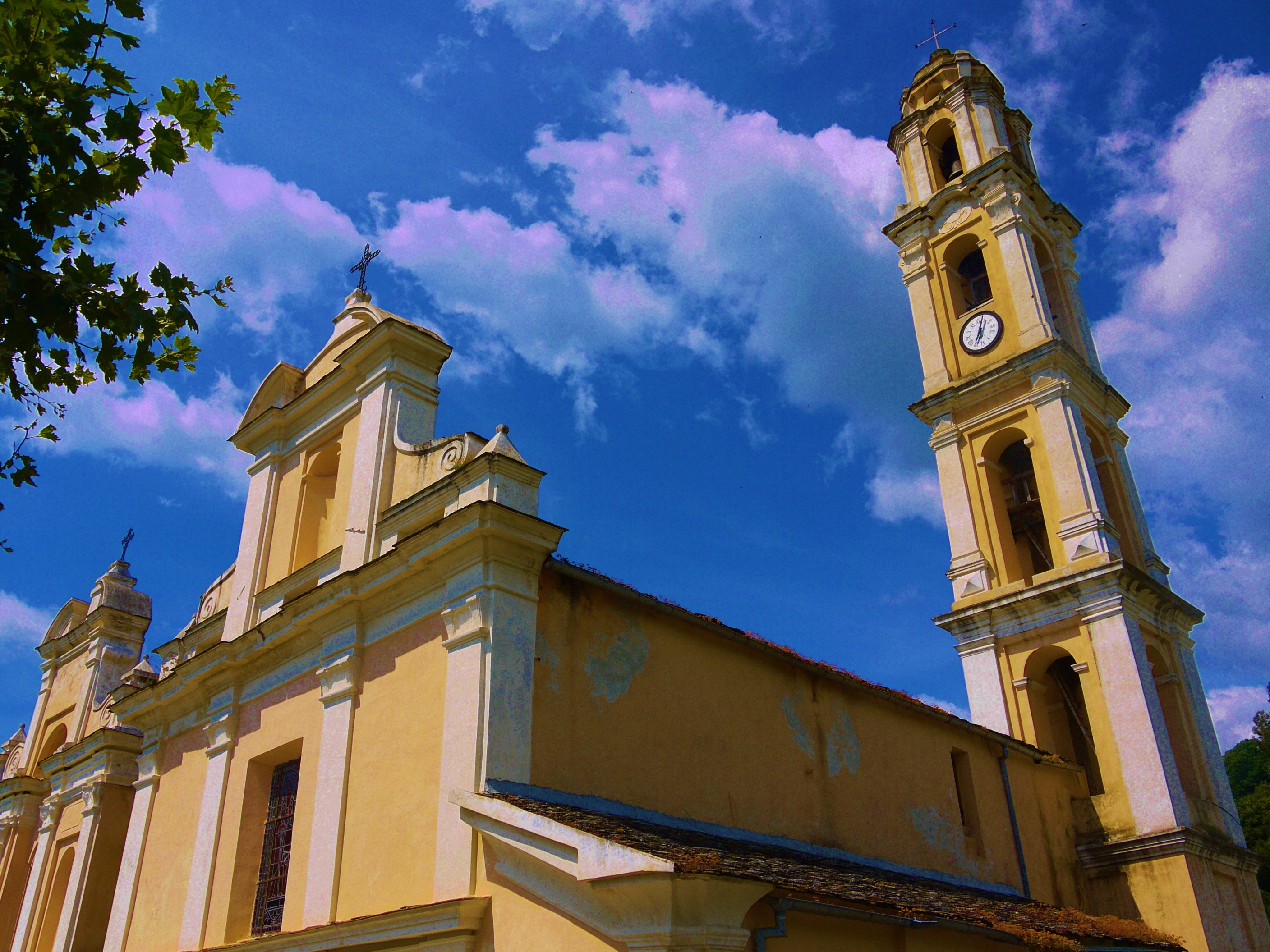
Iglesia de San Elías, Pietra di Verde, Francia
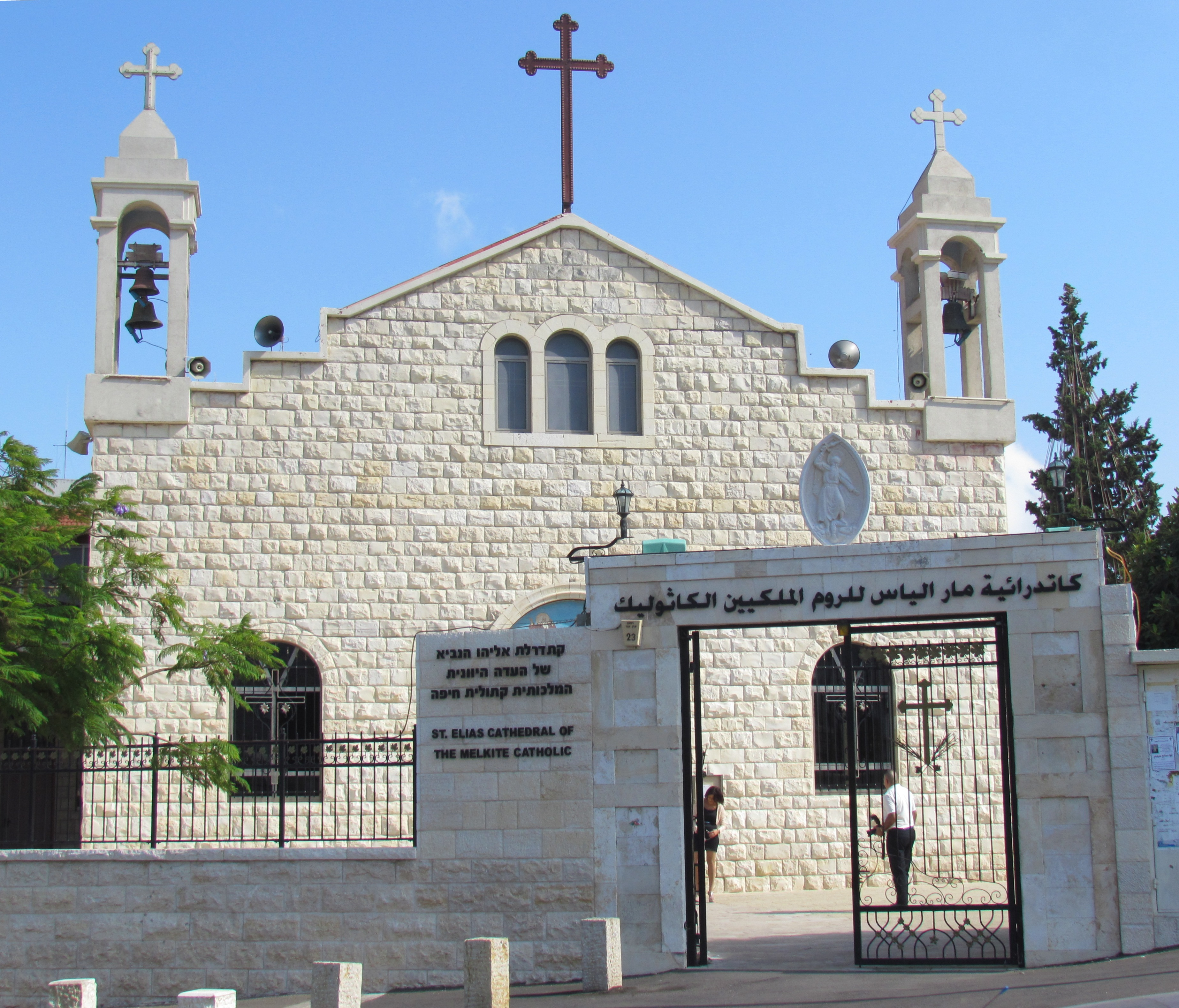
Catedral Católica de San Elías, Haifa, Israel

| Predecesor: Jehú | Profeta de Israel | Sucesor: Eliseo |